# Basel-konventionen
Basel-konventionen om bevægelser over grænser med farlig affald er en international konvention. Den hører under FN's miljøorganisation UNEP.
Konventionen forbyder eksport af farligt affald fra OECD-lande (de såkaldte ”rige lande”) til ikke-OECD-lande. Der er forskellige syn på i hvad slags grad skibe er omfattet af Basel-konventionen.
| Jura | Spire Denne juraartikel er en spire som bør udbygges. Du er velkommen til at hjælpe Wikipedia ved at udvide den. |